# Forncett St Mary
Forncett St Mary är en ort i Forncett, South Norfolk, Storbritannien. Den ligger i grevskapet Norfolk och riksdelen England, i den sydöstra delen av landet, 140 km nordost om huvudstaden London. Forncett St Mary ligger 41 meter över havet och antalet invånare är 1 000. Forncett St Mary var en civil parish fram till 1935 när blev den en del av Forncett. Civil parish hade 153 invånare år 1931.
Terrängen runt Forncett St Mary är platt. Runt Forncett St Mary är det ganska tätbefolkat, med 124 invånare per kvadratkilometer. Närmaste större samhälle är Norwich, 15,7 km norr om Forncett St Mary. Trakten runt Forncett St Mary består till största delen av jordbruksmark.